# YOSAKOIソーランパス
YOSAKOIソーランパスは1999年から2008年までのYOSAKOIソーラン祭りの開催期間中に発売されていた、札幌市営地下鉄全線と、JR北海道の特定区間の普通・快速列車自由席で有効な一日乗車券。

## 概要
通常、札幌市営交通とJR北海道の間で連絡乗車券や連絡定期券の類は一切設定が無く、本券が唯一の共通乗車券であった。祭り期間中の土曜、日曜の2日間を有効日とし、数量限定で販売した。最後の発行となった2008年は6月7日と6月8日の2日間で、数量は各日それぞれ1900枚ずつ。発売額は1000円で子供用の設定は無い。
YOSAKOIソーラン祭りは期間中、札幌市内を始めとする各所で開催されるため、観客や踊り手の移動の便宜を図るためのきっぷであったが、たとえば2007年の夕張会場の最寄り駅である夕張駅はフリー区間の対象外であり、本券ですべての会場へ行けないケースもあった。もちろん祭り以外の目的であっても利用できた。
札幌市営地下鉄では自動改札機が利用できたが、JR北海道の自動改札機は利用できず、有人改札口を通る必要があった。
2009年度の発売は行われていない。

## 発売箇所
札幌市営地下鉄
大通駅、北24条駅、真駒内駅、宮の沢駅、琴似駅、白石駅、新さっぽろ駅、環状通東駅、福住駅
JR北海道
札幌駅、新札幌駅、新琴似駅
駅によっては発売時間に限りがある場合がある。特に札幌市営地下鉄の大通駅以外は祭開催当日の日曜日に発売が無い。

## フリー区間
- 札幌市営地下鉄 全線
- 函館本線 ほしみ～森林公園間
- 千歳線 白石～上野幌間
- 札沼線 桑園～あいの里公園間